# Жираффатитан
Жираффатитан (лат. Giraffatitan) — род гигантских динозавров-зауроподов из семейства брахиозаврид, живших в позднеюрскую эпоху. Единственный вид Giraffatitan brancai описан в 1914 году Яненшем под названием Brachiosaurus brancai из киммериджийских отложений Тендагуру на территории современной Танзании. Скелет был смонтирован в Берлинском музее естественной истории и является самым высоким смонтированным скелетом динозавра (включён в Книгу рекордов Гиннесса).

## Систематика и описание
В отдельный род выделен американским палеонтологом-любителем Джорджем Ольшевским в 1991 году, но это выделение не получило широкого признания и чаще новый род рассматривается в качестве синонима рода Brachiosaurus.
Выделение рода жираффатитан обусловлено отличиями в строении черепа и скелета. От брахиозавра отличается также относительно лёгким телосложением. При длине около 25 метров весил лишь 15—30 тонн. Высота могла превышать 15 метров, но, по современным данным, брахиозавры не могли держать шею вертикально. Таким образом, реальная высота головы над землёй была меньше. Высота в плечах у крупных особей составляла около 7 метров. Известен по немногочисленным скелетам разного размера (предположительно, вёл стадный образ жизни). Характерен для нижних и средних слоёв отложений Тендагуру. Вероятно, питался листвой деревьев. Гребень на черепе мог служить для терморегуляции или вокализации (на гребне могли быть закреплены кожистые голосовые мешки). Вряд ли умел хорошо плавать (как показано на старых реконструкциях) ввиду неуклюжести жирафоподобного телосложения и узких подошв стоп и кистей. В целом известен (особенно за рубежом) гораздо хуже, чем американский род брахиозавр.

## Классификация
По данным сайта Fossilworks, на декабрь 2016 г. в род включают 1 вымерший вид:
- Giraffatitan brancai (Janensch, 1914), синонимы вида[6]:
  - Astrodon brancai (Janensch, 1914)
  - Astrodon fraasi (Janensch, 1914)
  - Brachiosaurus brancai Janensch, 1914
  - Brachiosaurus branchi (Janensch, 1914)
  - Brachiosaurus fraasi Janensch, 1914
  - Brachiosaurus fraasii (Janensch, 1914)
  - Branchiosaurus brancai (Janensch, 1914)

## Галерея

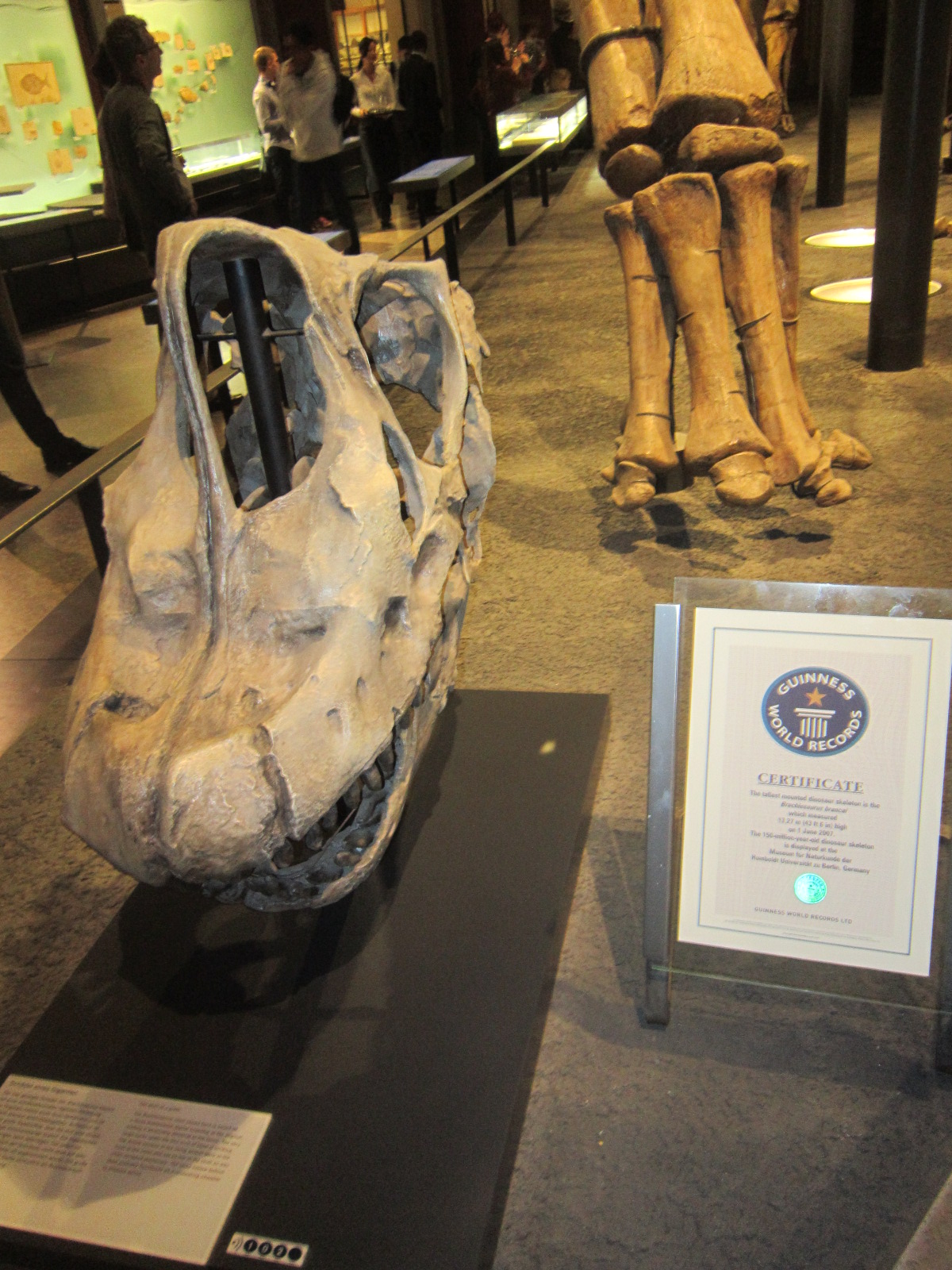
Череп в Берлинском музее, справа — сертификат Книги рекордов Гиннесса
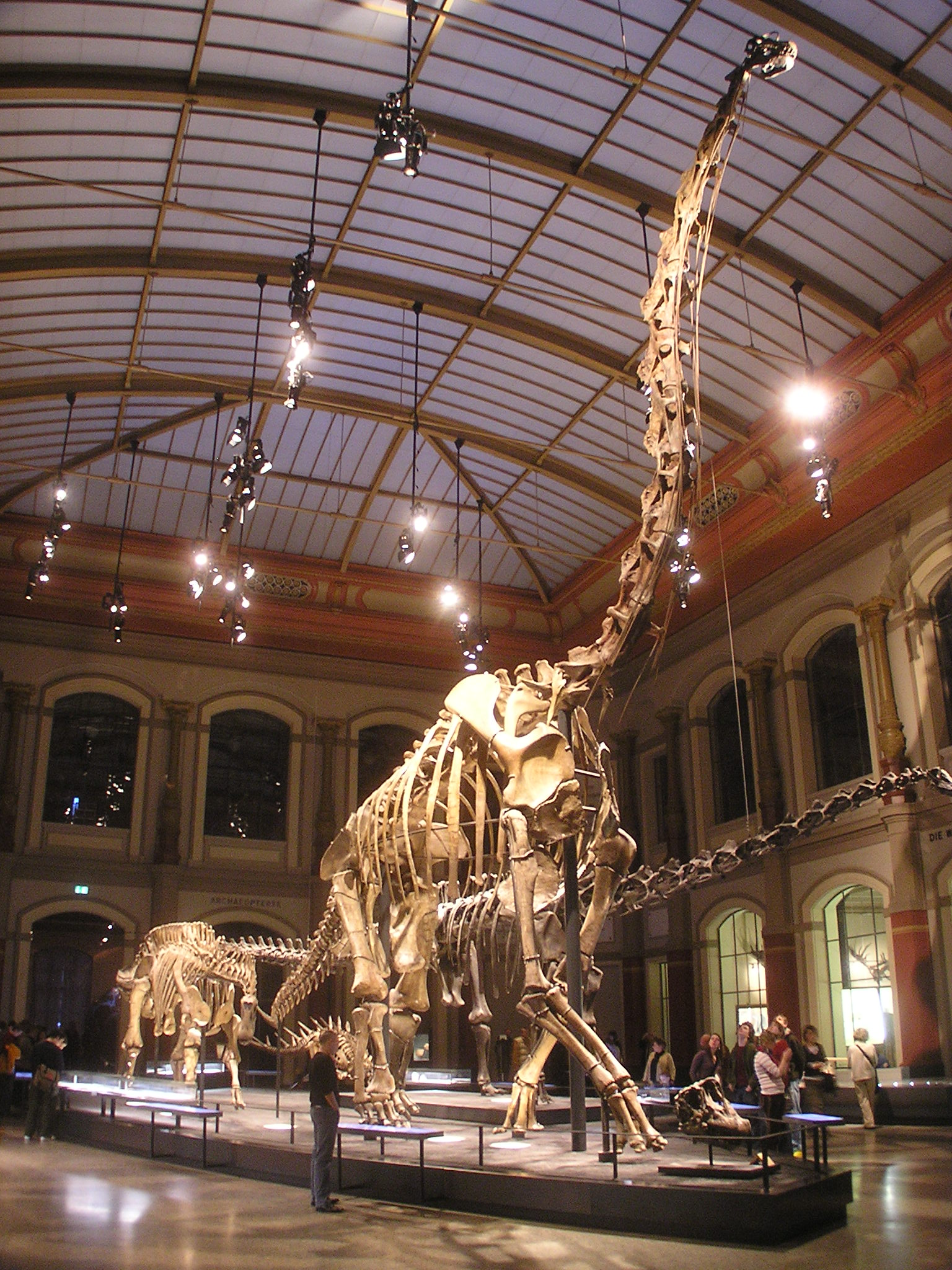
Скелет в Берлинском музее